# Skipperen (Aalborg)
Skipperen er et mindre torv i Aalborg, som er beliggende omkring to kilometer sydvest for Gammeltorv. Torvet er beliggende på hjørnet af Hobrovej og Vestre Alle. Bebyggelsen, der omgiver torvet, er opført i perioden 1953-55 som etageejendomme i fem plan.
Torvet har to dagligvarebutikker, Netto og Coop 365 (tidl. Fakta og før det SuperBrugsen) samt en række andre detailhandelsbutikker, f.eks. en blomsterhandler og en vinbutik.